# Szlovén nemzeti megújulás
A 18-19. század végén feléledt a nemzeti arisztokrácia hiányában addig szunnyadó szlovén nacionalizmus. 1797-ben megjelent az első szlovén nyelvű újság, a Lublanske Novize. A 19. század elején a terület rövid ideig a Napóleon által létrehozott Illír tartományok részévé vált, melynek központja Ljubljana volt (Laybach néven). Erre a rövid időre a tartomány hivatalos nyelve a szlovén lett. A terület 1815-ben, a bécsi kongresszus döntése alapján visszakerült Ausztriához. A szlovén értelmiség (Matija Čop, Anton Martin Slomšek, Andrej Smole, France Prešeren) az ország egyesülését követelte (Slovenšna Cela). Az 1848-as forradalom idején a Bécsben megalakított Szlovén Társaság független, egyesült szlovén királyságot követelt (Zedinjena Slovenija). Időközben az ipari forradalom a szlovén területeken is hódított. Az abszolutista kormányzás ideje (1849-1860) után az 1860-as októberi diploma némi lehetőséget adott a nemzeti mozgalom kibontakozására. Megalakult az első politikai szervezet, a Bécshez hű Katolikus Néppárt, s az ifjú szlovének mozgalmából a század végére létrejött a radikálisabb Független Nemzeti Haladó Párt.

## A nemzeti megújulás kezdetei
A szlovén lakosságban a XVIII. század második feléig nem alakult ki egységes nemzettudat. A nemzettudat kialakulása részben a szlovén polgárság iskolázási igényeihez, részben a Mária Terézia által bevezetett iskolareformhoz kötődik. A polgárságnak nem csak azzal a ténnyel kellett szembenéznie, hogy az iskolai oktatás német és olasz nyelven folyt, hanem a szlovén dialektusok nagy számával is.
A nemzeti megújulás kezdetben a nyelvi-kulturális újjáéledést jelentette. Megindítója, Marko Pohlin 1765-ben ábécéskönyvet adott ki. Ožbalt Gutsman olyan nyelvet akart írni, amelyet már nemcsak a karintiaiak, hanem a stájerországbeliek és a krajnaiak is megértenek. Ennek érdekében a beszélt nyelvet és a protestáns irodalmi nyelvet használta fel. A janzenisták egyik jeles képviselője, Jurij Japelj újból lefordította a Bibliát. A szlovén nemzet fogalmának tisztázásában az áttörést a gazdag mecénás, Žiga Zois báró köré tömörült értelmiségiek jelentették. A kör kiemelkedő alakja a drámaíró Anton Tomaž Linhart, aki az 1788-91-ben megjelent könyvében tudományosan mutatta ki a szlovén nép egységét. A jelentős szlavista Jernel Kopitar 1809-ben adta ki az első szlovén nyelvtant.
1765-ben Ljubljanában megnyílt az első állandó színház. 1794-ben megkezdte működését a polgári jellegű Filharmóniai Társaság. Az 1780-as években számos szabadkőműves páholy alakult, melyek működését 1793-ban tiltotta be a hatalom.

## A francia forradalom és a napóleoni háborúk
Bár a hangadó egyházi és nemesi körökben a forradalom elítélése volt az általános nézet, néhány jelentősebb csoport és személyiség üdvözölte a francia forradalom eszméit. Ide tartoztak a szabadkőműves páholyok, a klagenfurti szlovénok, a Grazban tanuló diákok és az értelmiségiek. A kiemelkedő személyek közül rokonszenvezett a forradalommal Anton Tomaž Linhart, Martin Kural. A szlovének lakta tartományokban a helyi lapok 1789-90-ben részletesen tudósítottak a forradalom történéseiről, a Merkische Leybacher Zeitung pedig a Bastille bevétele után közölte Schubart versét, amely Voltaire-t és a forradalmat dicsőítette.
1797-ben a francia csapatok elfoglalták a szlovének lakta területek nagy részét. A Campo Formió-i békében (1797. október 17.)  Napoléon Bonaparte tábornok Lombardiáért és Belgiumért cserében a Habsburg Birodalom javára lemondott a Velencei Köztársaságról, így a szlovénok lakta területek ismét egy uralkodó alatt egyesültek, de csak egy rövid időre.
Napóleon 1805-ös hadjárata során a francia csapatok ismét elfoglalták a szlovénok lakta tartományokat. A pozsonyi béke értelmében Ausztriának át kellett adnia Isztriát, a velencei Dalmáciát és a velencei Szlovéniát.

## Az Illír tartományok (1809-1813)
A francia csapatok 1809-ben érkeztek harmadszor szlovén területre, és az 1809. október 14-én megkötött schönbrunni béke értelmében a fentieken kívül francia fennhatóság alá került Trieszt, Krajna, Karintia egy része. Napóleon császár a békekötés napján egy külön dekrétummal létrehozta az Illír tartományokat, amely egyesítette a tengermelléket, Krajnát, Nyugat-Karintiát, a velencei Isztriát, Dalmáciát, a Kotori-öblöt és a Dubrovniki Köztársaságot. Az Illír tartományok így 55 ezer km²-t és 1,5 millió lakost foglaltak magukba. A szlovénokon, szerbeken és horvátokon kívül laktak itt németek és olaszok is. A tartományok államjogi helyzete különleges volt: bár szorosan kapcsolódtak Párizshoz, francia minisztériumoknak voltak alárendelve, mégsem képezték a francia császárság alkotórészét, a tartomány lakosai külön illír állampolgársággal rendelkeztek. A tartományok fővárosa Ljubljana (francia nevén Laybach) lett.
Megkezdődött a feudális viszonyok lebontása. Megszüntették a robotot, a földesuraktól elvették a bíráskodás és az igazságszolgáltatás jogát. Bevezették az emberek és a földtulajdonok közötti egyenlőséget, egyenjogúvá tették a vallásokat. Megszüntették a céhrendszert, és érvényre jutott a gazdasági szabadság elve. A gazdaság különös helyzetbe került: egy része az Oszmán Birodalom és Franciaország közötti kereskedelem középpontjába került és fellendült. Ez leginkább Ljubljanában érződött, ahol a megerősödött polgárság kaszinót hozz létre 1810. április 22-én.
Komoly gondokkal küzdött azonban a hajózás, a bányászat és az ipar egy része. Ennek legfőbb oka az Anglia ellen bevezetett tengeri blokád volt, amely a hajózás mellett a másik két területre is kedvezőtlen hatást gyakorolt.
A nemzeti megújulás szempontjából kiemelt jelentőségű a francia hatóságok által 1810. május 30-án bevezetett iskolareform. Ez ugyanis lehetővé tette, hogy a szlovén iskolákban a tartomány nyelvén tanítsanak.

## A bécsi kongresszustól a márciusi forradalomig
Napóleon oroszországi veresége után, 1813-ban Ausztria visszafoglalta a franciák által birtokolt adriai területeket, 1815-ben a bécsi kongresszus döntése alapján az Illír tartományok egész területe a Habsburg Birodalom része lett. 1816-ban az „Új-Illíria” nevű osztrák császári pátensben Illíria néven jelölték a volt francia tartományok északi területeit. Új-Illíriát megillette a királyság elnevezés.
A 19. század első felében fejlődésnek indult az ipari termelés. 1818-ban Triesztben üzembe helyezték az Adriai-tenger környékének első gőzgépét. 1820-ban megkezdte működését az első krajnai takarékpénztár, egyre jobban kiépült az úthálózat, és 1846-ban megindult a vasúti közlekedés Graz és Klagenfurt között.
A polgárság körében egyre érzékelhetőbbé váltak a nemzeti öntudat jelei, bár 1848-ig csak kevesen nevezték magukat szlovénnak, és főként németül, olaszul beszéltek. A felsőfokú iskolák, bíróságok, hivatalok nyelve a német volt, a szélesebb tömegeket érintő ügyekben engedélyezték a szlovén nyelvű ügyintézést.
A szlovén öntudat érvényre juttatásában nagy szerepe volt a költő France Prešerennek, és a köréje gyülekező értelmiségieknek. A német és olasz lapok monopol helyzetének megtörésére létrehozták a Krajnai méhecske című almanachot. Prešeren Köszöntő című verse a Szlovén Köztársaság nemzeti himnusza lett.
E kör a nemzeti önállóság kérdéseiben vallott nézetei miatt összetűzésbe került az illírizmus híveivel, akik a szlovén nemzeti különállásra való törekvést provincializmusnak, szeparatizmusnak tekintették.
A megújulási mozgalmakhoz a magyarországi szlovének nem tudtak csatlakozni, de Borovnyák József, Kossics József és Ivanóczy Ferenc útján kapcsolatban álltak az ausztriai szlovénekkel. Emiatt a magyarországi szlovén nemzetiség saját mozgalmat vezetett, amely tovább vezetett az írott vend nyelv eltérő alakulásához a szlovén sztenderddel ellentétben.